# Bill Varney
Bill Varney (Beverly, 22 de janeiro de 1934 — Fairhope, 2 de abril de 2011) foi um sonoplasta estadunidense. Venceu o Oscar de melhor mixagem de som na edição de 1981 pelo filme Star Wars: The Empire Strikes Back e na edição de 1982 por Raiders of the Lost Ark.